# Calomys lepidus
Calomys lepidus е вид гризач от семейство Мишкови (Muridae). Видът не е застрашен от изчезване.

## Разпространение
Разпространен е в Аржентина, Боливия, Перу и Чили.

## Описание
Теглото им е около 20,6 g.
Популацията на вида е стабилна.